# Ixanthus viscosus
Ixanthus viscosus là một loài thực vật có hoa trong họ Long đởm. Loài này được (Aiton) Griseb. mô tả khoa học đầu tiên năm 1839.